# Bent megye
Bent megye az Amerikai Egyesült Államokban, azon belül Colorado államban található. Megyeszékhelye és legnagyobb városa Las Animas. Lakosainak száma 5650 fő (2020. április 1.).

## Szomszédos megyék
- Kiowa megye (észak)
- Prowers megye (kelet)
- Baca megye (délkelet)
- Las Animas megye (délnyugat)
- Otero megye (nyugat)

## Népesség
A megye népességének változása:
| Lakosok száma | 6507 | 6305 | 5780 | 5688 | 5830 | 5650 |
|               | 2010 | 2011 | 2012 | 2013 | 2015 | 2020 |